# أمريكا لإفريقيا 1985
الولايات المتحدة الأمريكية لأفريقيا (الإنجليزية: USA for Africa دعم اتحاد الفنانين لأفريقيا، أو دعم موحد من الفنانين لأفريقيا United Support of Artists for Africa) هو ٱسم لمجموعة من 44 فنانا أمريكياً بقيادة مايكل جاكسون، ليونيل ريتشي، هاري بيلافونتي، كيني روجرز. في 28 يناير 1985، سجلت المجموعة أغنية نحن العالم التي تربعت على قائمة الأغاني في الولايات المتحدة وبريطانيا في أبريل من نفس العام. كما عقدت المجموعة كذلك حدثا خيريا ضخماً لمكافحة الجوع والتشرد في أفريقيا يعرف بأيادي أمريكا المتماسكة، ضم ما يقرب سبعة ملايين نسمة متشابكي الأيدي في سلسلة بشرية لمدة خمسة عشر دقيقة على طول طريق في جميع أنحاء قارة الولايات المتحدة وقد دفع المشاركون عشرة دولارات للوقوف في الصف. تم إستوحاء هذه الفرقة من المجموعة العظمى لجمع التبرعات للفقراء في إثيوبيا التي كونها المغني والملحن والكاتب بوب جيلدوف المعروف بأعماله الخيرية ونشاطه الحقوقي.
ذهبت الأرباح الهائلة للأغنية إلى مؤسسة أمريكا لأفريقيا، التي إستخدمتها للتخفيف من المجاعة والأمراض في أفريقيا وتحديدا المجاعة في إثيوبيا (1984 ـ 1985).
قدرت إيرادات مبيعات ألبوم «نحن العالم» وحفل «أيادي عبر أمريكا (1985)» مجتمعة ما يقرب من 100 مليون دولار، بأكثر من 20 مليون قرص حول العالم ولقب جائزة غرامي لأغنية العام وبذلك تعتبر أغنية نحن العالم القرص الخيري الأكثر مبيعا في كل العصور الإنسانية.

## الفنانين
| - دان أيكرويد - هاري بيلافونتي - ليندسي باكنغهام - كيم كارنس - راي تشارلز - بوب ديلان - شيلا إسكوفيدو - بوب جيلدوف - هول وأوتس - جيمس انجرام | - جاكي جاكسون - لا تويا جاكسون - مارلون جاكسون - مايكل جاكسون - راندي جاكسون - تيتو جاكسون - أل جارو - وايلون جينينجز - بيلي جويل - سيندي لوبر | - Huey Lewis and the News - كيني وجينز - بيت ميدلر - ويلي نيلسون - جيفري أوزبورن - ستيف بيري - The Pointer Sisters - ليونيل ريتشي - سموكي روبنسون - كيني روجرز | - ديانا روس - بول سايمون - بروس سبرينغستين - تينا تيرنر - ديون وارويك - ستيفي وندر - Michael Boddicker - مزج، برمجة - باولينيو دا كوستا - قرع - لويس جونسون - باس - كوينسي جونز - منتج - Michael Omartian - لوحات المفاتيح، منتج - Greg Phillinganes - لوحات المفاتيح |

## وصلة خارجية
- أمريكا لأفريقيا 1985 على موقع IMDb (الإنجليزية)
- أمريكا لأفريقيا 1985 على موقع ميتاكريتيك (الإنجليزية)
- أمريكا لأفريقيا 1985 على موقع الموسوعة البريطانية (الإنجليزية)
- أمريكا لأفريقيا 1985 على موقع روتن توميتوز (الإنجليزية)
- أمريكا لأفريقيا 1985 على موقع ميوزك برينز (الإنجليزية)
- أمريكا لأفريقيا 1985 على موقع أول موفي (الإنجليزية)
- أمريكا لأفريقيا 1985 على موقع أول ميوزيك (الإنجليزية)
- أمريكا لأفريقيا 1985 على موقع ديسكوغز (الإنجليزية)
- فيديو أغنية نحن العالم بمشاركة مجموعة أمريكا لأفريقيا من موقع يوتيوب
- الموقع الرسمي للمجموعة